# Cooley High
Pour plus de détails, voir Fiche technique et Distribution.
Cooley High est un teen-movie américain de 1975 réalisé par Michael Schultz.
Le film est considéré comme une œuvre majeure de la culture noire américaine. Il remporte treize millions de dollars au box office américain et influence des cinéastes comme Spike Lee ou John Singleton. Le film est inscrit depuis 2021 au National Film Registry pour être conservé à la bibliothèque du Congrès des États-Unis « pour tous les temps en raison de son importance culturelle, historique ou esthétique ».

## Synopsis
En 1964, un groupe d'amis vivant dans le Near North Side de Chicago vont au lycée à la Cooley Vocational High School (en). Ils profitent pleinement de la vie : faire la fête, sortir, rencontrer de nouveaux amis. Puis la vie change pour deux d'entre eux, surnommés Preach et Cochise, lorsqu'ils rencontrent deux criminels de carrière, Stone et Robert, et sont arrêtés par erreur pour avoir volé une Cadillac. Nous suivons leur vie jusqu'à la fin du lycée et la fin dramatique de leur année scolaire.

## Fiche technique
- Titre original et français : Cooley High (aussi connu sous le nom de Cool)
- Réalisation : Michael Schultz
- Scénario : Eric Monte
- Direction artistique : William B. Fosser
- Décors : William B. Fosser
- Costumes : James George
- Photographie : Paul Vombrack (crédité Paul vom Brack)
- Montage : Christopher Holmes
- Musique : Freddie Perren
- Production : Samuel Z. Arkoff et Steve Krantz
- Sociétés de production : American International Pictures
- Société de distribution : American International Pictures
- Budget : 750 000 dollars
- Pays :  États-Unis
- Langue : anglais
- Genres : Comédie, Teen movie, Drame, Romance
- Durée : 107 minutes
- Dates de sortie :
  - États-Unis : 25 juin 1975
  - France : 5 juillet 1978

## Distribution
- Glynn Turman (VF : Patrick Floersheim) : Leroy « Preach » Jackson
- Lawrence Hilton-Jacobs (VF : Dominique Collignon-Maurin) : Richard « Cochise » Morris
- Garrett Morris (VF : Med Hondo) : Mr. Mason
- Cynthia Davis : Brenda
- Sherman Smith : Stone
- Norman Gibson : Robert
- Corin Rogers (VF : Alain Flick) : Pooter
- Joseph Carter Wilson : Tyrone
- Maurice Marshall (VF : Claude Rollet) : Damon
- Steven Williams (VF : Alain Dorval) : Jimmy Lee
- Christine Jones (en) (VF : Béatrice Delfe) : Sandra
- Jackie Taylor (en) (VF : Francine Lainé) : Johnny Mae
- Juanita McConnell : Martha